# Paredes (Portugal)
Pour les articles homonymes, voir Paredes.
Paredes est une municipalité (en portugais : concelho ou município) du Portugal, située dans le district de Porto et la région Nord. Elle intègre l'aire métropolitaine de Porto.

## Géographie
Paredes est limitrophe :
- au nord, de Paços de Ferreira,
- à l'est, de Lousada et Penafiel,
- au sud-ouest, de Gondomar,
- à l'ouest, de Valongo.

## Histoire
La municipalité a été créée en 1836, succédant, pour sa plus grande partie, à l'ancienne municipalité de Aguiar de Sousa, supprimée à cette occasion (le reste des paroisses ayant été réparti entre les municipalités de Gondomar, Valongo, Lousada et Paços de Ferreira.

## Démographie
| 1849   | 1864   | 1878   | 1890   | 1900   | 1930   | 1960   | 1981   | 1991   |
| ------ | ------ | ------ | ------ | ------ | ------ | ------ | ------ | ------ |
| 17 286 | 17 652 | 18 042 | 19 757 | 20 911 | 26 304 | 43 388 | 67 693 | 72 999 |

| 2001   | 2011   | 2021   | - | - | - | - | - | - |
| ------ | ------ | ------ | - | - | - | - | - | - |
| 83 376 | 86 854 | 84 354 | - | - | - | - | - | - |

## Subdivisions
La municipalité de Paredes groupe 24 paroisses (freguesia, en portugais) :
- Aguiar de Sousa
- Astromil
- Baltar
- Beire
- Besteiros
- Bitarães
- Castelões de Cepeda (parroisse urbainne de la ville{cidade} de Paredes)
- Cete
- Cristelo
- Duas Igrejas
- Gandra (Ville/portugais:cidade)
- Gondalães
- Lordelo
- Madalena
- Mouriz
- Parada de Todeia
- Rebordosa (Ville/cidade)
- Recarei
- São Salvador de Lordelo (Ville/cidade)
- Sobreira
- Sobrosa
- Vandoma
- Vila Cova de Carros
- Vilela

## Jumelage
- Montereau-Fault-Yonne (France)